# 인공행성
인공행성(人工行星)은 인공 천체의의 일종이다. 인공위성은 행성의 주변 궤도를 도는 위성궤도에 있는 반면, 태양, 항성 주변을 도는 공전궤도 위에 있는 행성을 가리킨다. 태양계 공간의 관측 조사를 목적으로 하는 우수 탐사선이나 태양 등을 관측하는 우주선에 이 궤도를 이용하는 경우가 있다. 그 외에도 플라이바이 관측이 끝났거나 주회 궤도에 들어가지 못한 행성 탐사선이 그대로 인공 행성이 되는 경우도 있다.

## 같이 보기
- 인공위성